# Lockout (film)
Lockout är en fransk science-fiction-film från 2011, regisserad av Stephen Saint Leger och James Mather och producerad av Luc Besson, producenten av Taken. Den har Guy Pearce och Maggie Grace i huvudrollerna.

## Handling
Året är 2079. M.S. One är ett försöksprojekt genomfört på uppdrag av USA:s regering. Världens farligaste förbrytare har samlats i ett prototypfängelse som är omöjligt att fly från - det är en rymdstation i omloppsbana runt Jorden! Men helt plötsligt sker ett fånguppror på M.S. One-fängelset och alla de 497 fängslade psykfallen befrias och tar över stället. President Jeff Warnocks (Peter Hudson) dotter Emilie (Maggie Grace) befinner sig dessutom bakom fängelsemurarna. USA:s regerings enda hopp att få ut Emilie ur M.S. One är den dömde f.d. CIA-agenten Snow (Guy Pearce). Snow måste alltså ta sig in där ingen kan ta sig ut!

## Rollista
| Guy Pearce         | – Marion Snow                 |
| Maggie Grace       | – Emilie Warnock              |
| Vincent Regan      | – Alex                        |
| Joseph Gilgun      | – Hydell                      |
| Lennie James       | – Harry Shaw                  |
| Peter Stormare     | – Special-agent Scott Langral |
| Peter Hudson       | – President Jeff Warnock      |
| Jacky Ido          | – Hock                        |
| Tim Plester        | – John James Mace             |
| Mark Tankersley    | – Fängelsedirektör Barnes     |
| Anne-Solenne Hatte | – Kathryn                     |
| Miodrag Stevanovic | – Frank Armstrong             |